# Deidi von Schaewen
Deidi von Schaewen (Berlín, 1941) és una fotógrafa alemanya i col·laboradora a l'editorial Taschen, dins del marc més conegut. Va estudiar Belles Arts a la Universitat de Berlín i ha residit a Barcelona (1966-1973), Nova York i des de 1974 a París, on viu i traballa com a artista.

## Obra
Deidi von Schaewen va estudiar pintura a l'escola de Belles Arts de Berlín, però després de la seva etapa estudiantil, l'artista es va decantar per la fotografía i també, pels mitjans audiovisuals.
L'obra de Deidi von Schaewen és clara i humana. Immortalitza allò eteri de la civilització, el pas del ser humà per la terra a través de la construcció i els jaciments que s'alcen amb aquesta acció, ja que aquesta activitat forma i formarà part de la història.
Els viatges són un altre aspecte que marquen l'obra de Deidi von Schaewen, ja que en aquests indrets on va l'artista (l'Índia, per exemple) els monuments es conserven i romanen en total equilibri amb la història.
Una etapa important de l'artista va ser la dècada dels anys noranta, quan l'editorial Taschen i l'artista alemanya es van fusionar per unir el talent artístic d'ella a través de les fotografies i les publicacions de l'exitosa editorial. Aquest és un viatge continuat amb els seus projectes artístics, perquè l'artista segueix amb la immortalització de les construccions a base del ser humà per mostrar la fragilitat d'aquest.
Això no obstant, la primera públicació feta per i de Schaewen va ser Echafaudages ephémères estructuras (Hazan, 1992). Tot just després, va sortir el llibre Walls (Pantheon, 1977) corealitzat a sis països (va realitzar també, un film relacionat amb el contingut del llibre i titulat igual que aquest).
A part de les publicacions esmentades, Deidi von Schaewen colabora habitualment compartint les seves imatges en revistes de decoració.
Una altra cara més íntima de l'artista és l'obra audiovisual i documental, aquesta última una mica més ampliada que l'anterior.

## Exposicions
Des dels anys seixanta Deidi von Schaewen ha realitzat exposicions tant a nivell col·lectiu com a nivell individual. Aquestes últimes han estat realitzades de manera convencional, (dins d'un espai expositiu com és una galeria, un museu o una fundació) o pel contrari, a espais totalment alterns a aquests.
Destaquen les realitzades al Museu d'art Modern de París (1974), al Centre Pompidou de París (1977), a la Galeria Marion Goodman de la ciutat de Nova York (1975), a la Fundació Joan Miró (Espai 10) de Barcelona (1982), a la Galeria Pièce Unique3 de París (2005), o en un escenari propi de les seves fotografies, a l'Índia, com a la Prakriti Foundations (2007).
L'última exposició individual de l'artista va ser realitzada el 2012 a França.
Entre les exposicions col·lectives que l'artista ha participat, destaquen Bienals com la Bienal d'Arquitectura de París (1986) o la Bienal d'Art Contemporani de Lió (2001), entre d'altres.
Exposa la seva obra habitualment a la Galeria Renate Gallois-Montbrun y la Galeria Dix9, ambdues a la ciutat de París.